# Széchy Gyula
Széchy Gyula, Szécsy, Szécsi (Kassa, 1854. október 21. – Budapest, Ferencváros, 1924. április 6.) festő, illusztrátor és fotós.

## Élete és munkássága

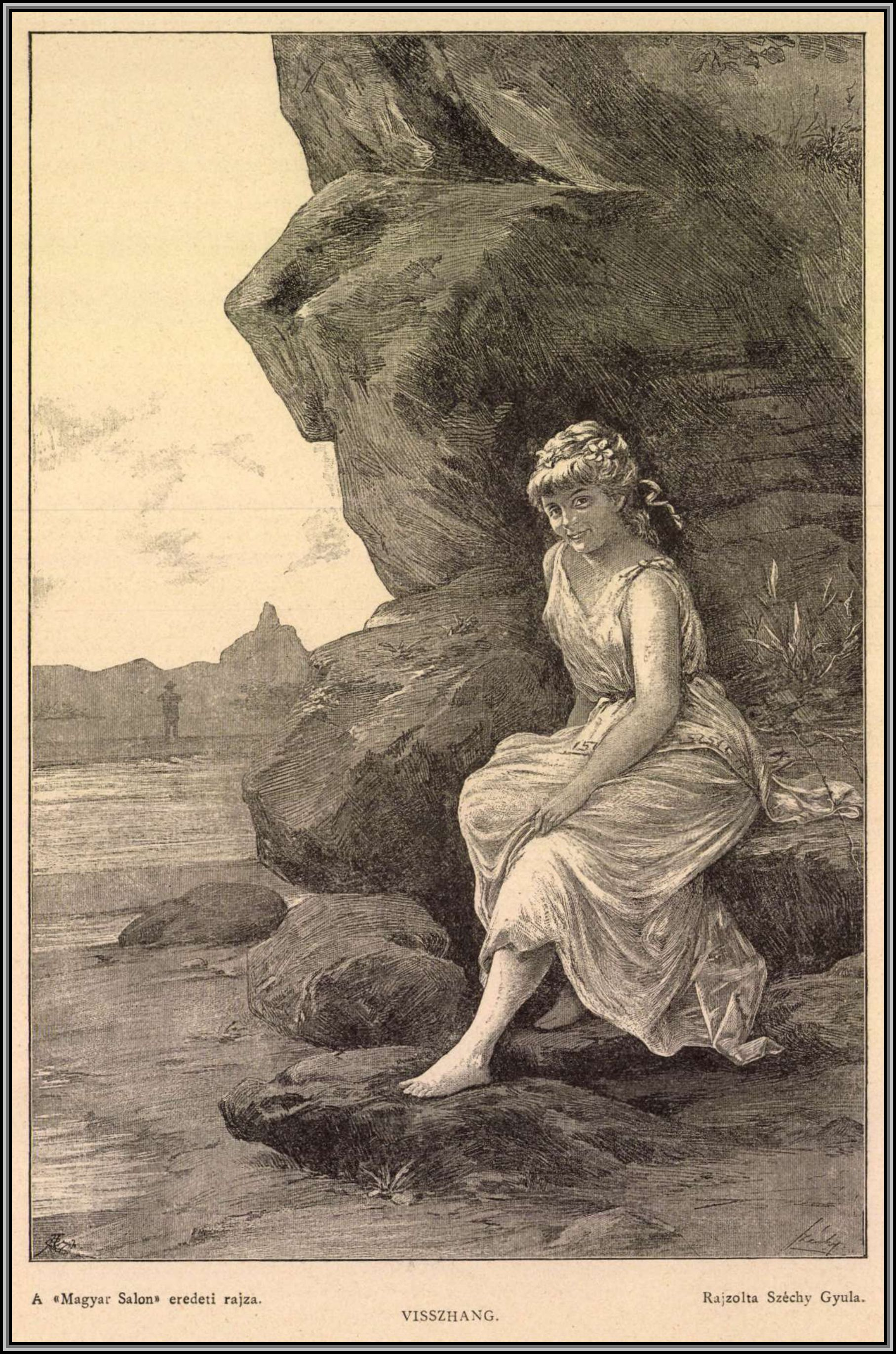
Visszhang című rajza a Magyar Salon számára, 1888

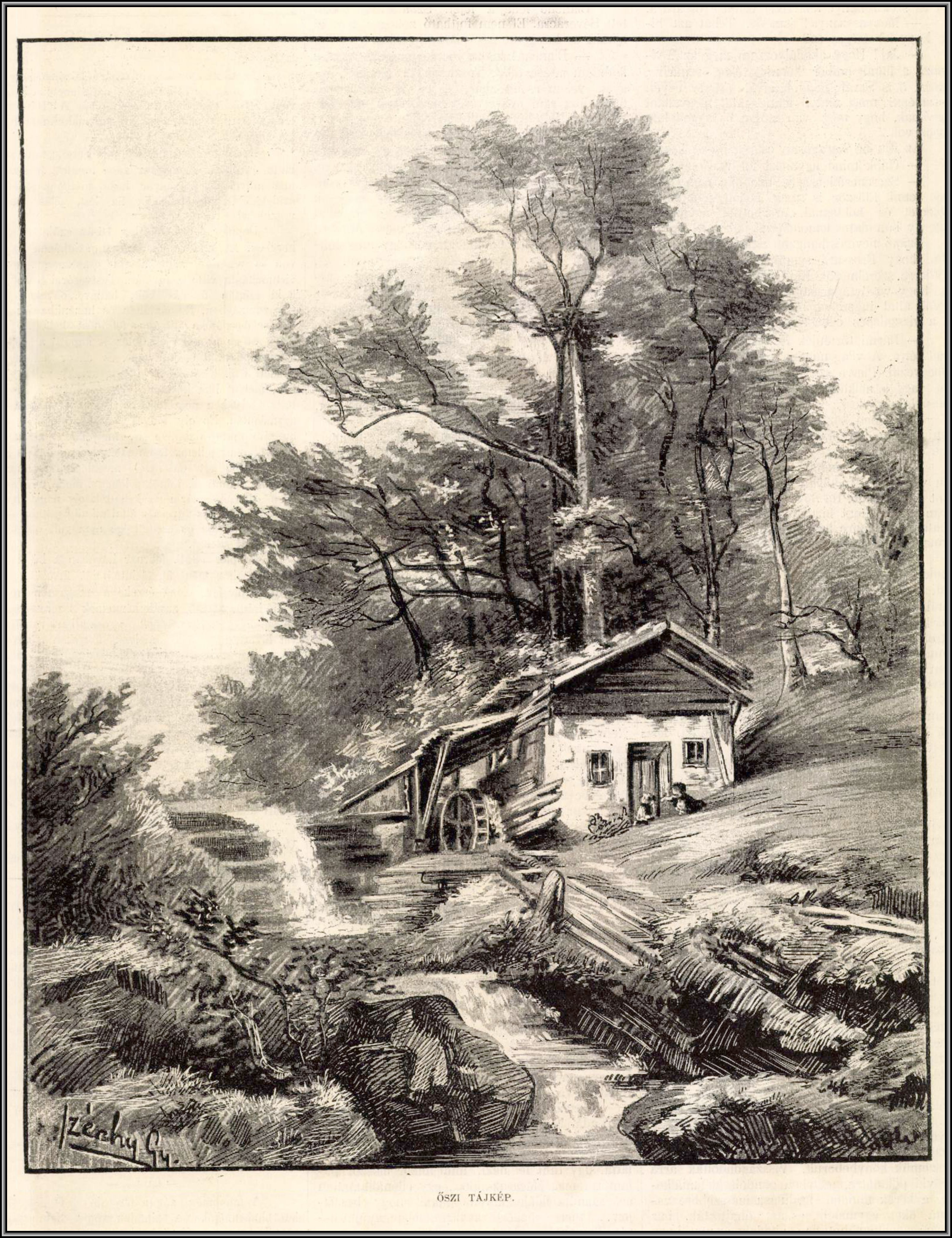
Őszi tájkép című rajza a Magyarország és a Nagyvilágban, 1883

Szécsy Mihály császári és királyi bírósági segéd és Schwarz Lujza fiaként született, 1854. október 25-én keresztelték. A fővárosi mintarajziskolában tanult, azután Budapesten a Magyar Szalon, az Ország-Világ és a Magyarország és a Nagyvilág stb. képes lapoknak készített illusztrációkat és egyebek között Széchy illusztrálta Benedek Elek Magyar mese és mondavilág című ötkötetes művét, sőt a 12 színben nyomott külső borítóterv is az ő művészi munkája. Harmincnégy rajza díszíti Gaál Mózes: A kard és lant hőse. Regényes történet a magyar ifjúság számára című, Zrínyi Miklósról szóló, 1898-ban a Franklin Társulatnál megjelent könyvét. Illusztrált 1898-ban az Országos Állatvédő Egyesület támogatásával megjelent több kötetet, az Elbeszélések az állatvilág köréből címűt és Sz. Nagy Sándor: A latorczavölgyi pap címen írt elbeszélésgyűjteményét, majd később még több, az egyesület által szponzorált kötetet is. Néhány olajképe szerepelt a Nemzeti Szalon kiállításán.
Tehetséges fotós is volt, igen szép tájfelvételeket készített. 1899. október 29-én alakult meg a „Photo Club” (a Magyar Fotográfiai Egyesület elődje), melynek 1900. február 10-én az Egyetem tér 5. szám alatti Andrássy-féle palota V. emeletén egy korszerű helyisége nyílt meg, ahol „a tagoknak elsötétített szobában munkaasztal álland a rendelkezésére, a felmenetelt pedig lift teszi kényelmessé”. Az egyesület elnöke Wartha Vince műegyetemi tanár volt, alelnökei Hatvani Gaál Adorján, Márffy Albin, és a titkára Széchy Gyula festőművész. Ekkor 70 fős tagsága volt a Photo Clubnak.
1890. március 17-én feleségül vette a bécsi születésű, nála 18 évvel fiatalabb Veigl (Weigl) Fannit a budapesti Kálvin téri református templomban.